# Antiche unità di misura della provincia di Arezzo
Sono qui riportate le conversioni tra le antiche unità di misura in uso nella provincia di Arezzo e il sistema metrico decimale, così come stabilite ufficialmente nel 1877.
Nonostante l'apparente precisione nelle tavole, in molti casi è necessario considerare che i campioni utilizzati (anche per le tavole di epoca napoleonica) erano di fattura approssimativa o discordanti tra loro.
A causa del metodo inappropriato utilizzato nelle province toscane nel 1808 e a causa dell'impossibilità di reperire tutti i campioni originali, nel 1877 venne stabilito di utilizzare per le unità toscane i valori del 1808 però in forma approssimata.

## Misure di lunghezza
| Comuni                                                            | Denominazione      | Valore | Unità |
| ----------------------------------------------------------------- | ------------------ | ------ | ----- |
| Tutti i comuni                                                    | Braccio fiorentino | 0,5836 | m     |
| Tutti i comuni                                                    | Passetto           | 1,1673 | m     |
| Tutti i comuni                                                    | Canna agrimensoria | 2,9181 | m     |
| Arezzo                                                            | Passetto da panno  | 0,6809 | m     |
| Arezzo                                                            | Passetto da tela   | 0,7782 | m     |
| Sestino, Cavriglia, San Gio. Valdarno, Loro Ciufenna, Montevarchi | Piede da travi     | 0,3210 | m     |
| Foiano della Chiana, S. Sepolcro, Sestino                         | Passetto           | 0,8754 | m     |
| Foiano della Chiana, Poppi, Pieve S. Stefano                      | Canna da panno     | 2,3345 | m     |
| Cavriglia, Laterina, Montevarchi, S. Gio. Valdarno, Loro Ciufenna | Passetto per tele  | 0,7295 | m     |

Il braccio si divide in 20 soldi, il soldo in 12 denari, il denaro in 12 punti.
Il passetto, misura da stoffe, è uguale a 2 braccia.
La canna agrimensoria, base della misura dei terreni, è eguale a 5 braccia.
Una misura di 4 braccia dicesi canna mercantile.
Il passetto da panno di Arezzo corrisponde a Braccia 1 1/6. Il passetto da tela a braccia 1 1/3.
Il passetto di Foiano è di Braccia 1 1/4.
Il passetto da tela di Cavriglia è di Braccia 1 1/4.
Il piede da travi di Sestino è di soldi 11 del braccio fiorentino.

## Misure di superficie
| Comuni         | Denominazione    | Valore   | Unità |
| -------------- | ---------------- | -------- | ----- |
| Tutti i comuni | Braccio quadrato | 0,3406   | m²    |
| Tutti i comuni | Quadrato         | 3 406,19 | m²    |

Il quadrato, misura agraria, si divide in 10 tavole, la tavola in 10 pertiche, la pertica in 10 deche, la deca in 10 braccia quadrate.
Una misura di 5000 braccia quadrate, eguale alla metà del quadrato legale e distinta col nome di stioro, si usava nei comuni di Anghiari, Arezzo, Bucine, Castelfocognano, Castelfranco di Sopra, Foiano della Chiana, Laterina, Monto Santa Maria Tiberina, Monte San Savino, Montevarchi, Pergine, S. Sepolcro, Terranova Bracciolini.

## Misure di volume
| Comuni         | Denominazione | Valore  | Unità |
| -------------- | ------------- | ------- | ----- |
| Tutti i comuni | Traino        | 397,6   | L     |
| Tutti i comuni | Braccio cubo  | 198,8   | L     |
| Tutti i comuni | Catasta       | 4 771,1 | L     |

Il traino, misura del legname da costruzione, è di 2 braccia cube, e si divide in 12 braccioli o braccia di traino, il bracciolo in 12 once di traino, l'oncia di traino in 111 1/9 soldi cubi.
Il braccio cubo è di 8 000 soldi cubi, il soldo cubo di 27 quattrini cubi, il quattrino cubo di 64 denari cubi.
La catasta, misura per la legna da fuoco, di 24 braccia cube, si divide in metà, terzi, quarti.
Nell'uso abituale di qualche comune la catasta si fa di 18 braccia cube.

## Misure di capacità per gli aridi
| Comuni                                             | Denominazione            | Valore  | Unità |
| -------------------------------------------------- | ------------------------ | ------- | ----- |
| Tutti i comuni                                     | Sacco                    | 73,0886 | L     |
| Tutti i comuni                                     | Staio                    | 24,3629 | L     |
| Tutti i comuni                                     | Quartuccio               | 0,3807  | L     |
| Cavriglia, S. Gio. Valdarno, Loro Ciufenna, Bucine | Staio da noci e castagne | 36,5443 | L     |

Il sacco si divide in 3 staia, lo staio in 2 mine, la mina in 2 quarti, il quarto in 8 mezzette, la mezzetta in 2 quartucci.
Otto sacchi fanno il moggio.
Nel comune di Badia Tedalda il sacco dogli aridi si forma di quattro staia legali e non di sole tre. Lo stesso in Castel Focognano.
Nei comuni di Civitella in Val di Chiana, Foiano della Chiana, Pratovecchio, Anghiari, Montemignano e Monte Santa Maria Tiberina lo staio si divide in 24 coppe.
Nella città di Cortona lo staio da grano si divide in 20 coppe.
Nel comune di Castiglionfiorentino i mugnai usano una coppa corrispondente alla ventiduesima parte dello staio legale.
Nei comuni di Cavriglia, San Giovanni Valdarno si usava uno staio per la calce del peso di 50 libbre.
Lo staio da calcina di Bucine è indicato corrispondere a litri 30,454, ossia staia legali 1 1/4.
Lo staio da castagno di Montevarchi corrisponde a circa 31 litri. Per la calce in Montevarchi si usa lo staio legale, ma col colmo, e perciò si ritiene corrispondere a circa 27 litri.
In San Sepolcro si usava una soma da calce di circa 60 litri.

## Misure di capacità per i liquidi
| Comuni | Denominazione             | Valore  | Unità |
| --- | ------------------------- | ------- | ----- |
| Tutti i comuni | Barile fiorentino da vino | 45,5840 | L     |
| Tutti i comuni | Fiasco da vino            | 2,2792  | L     |
| Tutti i comuni | Quartuccio da vino        | 0,2849  | L     |
| Tutti i comuni | Barile fiorentino da olio | 33,4289 | L     |
| Tutti i comuni | Fiasco da olio            | 2,0893  | L     |
| Tutti i comuni | Quartuccio da olio        | 0,2612  | L     |
| Monterchi, Anghiari, Castelfocognano, Civitella in val di Chiana, Foiano della Chiana, Monte Santa Maria Tiberina, Monte S. Savino | Barile da olio            | 41,7861 | L     |
| Cortona | Barlozza da vino          | 34,1880 | L     |
| Monte Santa Maria Tiberina | Soma da vino              | 82,05   | L     |
| Subbiano | Barile da vino            | 47,8632 | L     |
| Subbiano | Barile da olio            | 45,5840 | L     |

Il barile da vino si divide in 20 fiaschi, il fiasco in 4 mezzette, la mezzetta in 2 quartucci.
Due barili fanno una soma, due mezzette un boccale.
Il barile da olio si divide in 16 fiaschi, il fiasco in 4 mezzette, la mezzetta in 2 quartucci.
Due barili fanno una soma.
Il barile da olio di Anghiari si ritiene del peso di 110 libbre toscane, o 37,34962 chilogrammi, e si divide in 20 fiaschi, o 40 boccali.
La barlozza da vino di Cortona si divide in 15 boccali, il boccale in 4 fogliette, la foglietta in 2 quartucci legali.
In Cortona si usava una libbra da olio di 4,1786 litri circa.
Il barile da olio di Foiano si divide in 2 staia, lo staio in 20 boccali, il boccale in 2 mezzette, la mezzetta in 2 quartucci, il quartuccio in 2 misurini.
Nel comune di Foiano si usava pure una soma da uva ragguagliata al peso di 300 libbre, e divisa in 2 bigoni.
La soma da vino di Monte Santa Maria si considera del peso di 240 libbre corrispondente circa a litri 82.
Il barile da vino di Subbiano si divide in 21 fiaschi, quello da olio in 20 fiaschi, il fiasco in 2 boccali, il boccale in 2 mezzette, la mezzetta in 2 quartucci legali da vino.

## Pesi
| Comuni         | Denominazione | Valore | Unità |
| -------------- | ------------- | ------ | ----- |
| Tutti i comuni | Libbra        | 339,5  | g     |

La libbra si divide in 12 once, l'oncia in 8 dramme, la dramma in 3 denari, il denaro in 24 grani, il grano in 48 quarantottesimi.
100 libbre fanno un quintale.
150 libbre fanno un cantaro comune.
160 libbre fanno un cantaro per la lana e i salumi.
1 000 libbre la tonnellata.
La libbra mercantile serve pure per gli usi farmaceutici.
Il grano della libbra serve pure per gli orefici.
Quattro grani fanno un carato, peso speciale per i gioiellieri.

## Territorio
Nel 1874 nella provincia di Arezzo erano presenti 40 comuni divisi in 12 mandamenti; era presente il solo circondario di Arezzo.
- Arezzo • Arezzo
- Arezzo (campagna) • Arezzo, Capolona, Subbiano
- Bibbiena • Bibbiena, Castel Focognano, Chitignano, Chiusi in Casentino, Ortignano Raggiolo, Talla
- Castiglion Fiorentino • Castiglion Fiorentino
- Cortona • Cortona
- Foiano della Chiana • Foiano della Chiana, Lucignano, Marciano della Chiana
- Monte San Savino • Civitella in Val di Chiana, Monte San Savino
- Montevarchi • Bucine, Castiglion Fibocchi, Laterina, Montevarchi, Pergine Valdarno
- Pieve Santo Stefano • Badia Tedalda, Caprese Michelangelo, Pieve Santo Stefano, Sestino
- Poppi • Castel San Niccolò, Montemignaio, Poppi, Pratovecchio, Stia
- San Giovanni Valdarno • Castelfranco di Sopra, Cavriglia, Loro Ciuffenna, Pian di Scò, San Giovanni Valdarno, Terranuova Bracciolini
- Sansepolcro • Anghiari, Monte Santa Maria Tiberina, Monterchi, Sansepolcro